# صاریغ موشی اینکا
صاریغ موشی اینکا (نام علمی: Lestoros inca) گونه‌ای صاریغ موشی است که تنها گونه عضو سرده Lestoros به شمار می‌رود. این گونه بومی پرو است.